# Igroma subdurale
L'igroma subdurale è una raccolta di liquido cefalorachidiano nello spazio subdurale, che si realizza mediante un meccanismo a valvola conseguente a una lacerazione traumatica dell'aracnoide. Il volume della raccolta è progressivamente crescente fino a determinare una compressione cerebrale.

## Eziologia
Le cause sono generalmente traumatiche. In base ai tempi di insorgenza può essere acuto, subacuto e cronico.

## Clinica
La maggior parte degli igromi sono piccoli e clinicamente insignificanti. Quando sono più grandi possono causare effetto massa sul parenchima adiacente. Gli igromi acuti sono potenzialmente una emergenza neurochirurgica.